# Angarotipula illustris
Angarotipula illustris är en tvåvingeart som först beskrevs av Doane 1901.  Angarotipula illustris ingår i släktet Angarotipula och familjen storharkrankar. Inga underarter finns listade i Catalogue of Life.